# Riccardo Sottil
Riccardo Sottil, né le 3 juin 1999 à Turin, est un footballeur italien  qui évolue au poste d'ailier gauche à l'US Lecce, en prêt de l'ACF Fiorentina.

## Carrière

### En club
Passé par l'académie du Torino, il rejoint les jeunes de la Fiorentina en 2016.
Auteur d'une très bonne pré-saison en 2019-20, le nouveau coach de la Fiorentina Vincenzo Montella fait de lui un joueur de plus en plus important de son effectif,,.

## Statistiques
| Saison                | Club                   | Championnat           | Championnat | Championnat | Coupe(s) nationale(s) | Coupe(s) nationale(s) | Supercoupe | Supercoupe | Compétition(s) continentale(s) | Compétition(s) continentale(s) | Compétition(s) continentale(s) | Playoffs | Playoffs | Total | Total |
| Saison                | Club                   | Division              | M.          | B.          | M.                    | B.                    | M.         | B.         | Comp.                          | M.                             | B.                             | M.       | B.       | M.    | B.    |
| 2018-2019             | ACF Fiorentina         | Serie A               | 2           | 0           | -                     | -                     | -          | -          | -                              | -                              | -                              | -        | -        | 2     | 0     |
| 2019-2020             | ACF Fiorentina         | Serie A               | 18          | 0           | 3                     | 0                     | -          | -          | -                              | -                              | -                              | -        | -        | 21    | 0     |
| 2021-2022             | ACF Fiorentina         | Serie A               | 24          | 3           | 5                     | 1                     | -          | -          | -                              | -                              | -                              | -        | -        | 29    | 4     |
| 2022-2023             | ACF Fiorentina         | Serie A               | 18          | 0           | 2                     | 0                     | -          | -          | C4                             | 6                              | 1                              | -        | -        | 26    | 1     |
| 2023-2024             | ACF Fiorentina         | Serie A               | 12          | 1           | 1                     | 1                     | 1          | 0          | C4                             | 6                              | 1                              | -        | -        | 20    | 3     |
| Sous-total            | Sous-total             | Sous-total            | 74          | 4           | 11                    | 2                     | 1          | 0          | -                              | 12                             | 2                              | -        | -        | 98    | 8     |
| 2018-2019             | Delfino Pescara (prêt) | Serie B               | 10          | 1           | -                     | -                     | -          | -          | -                              | -                              | -                              | 2        | 0        | 12    | 1     |
| Sous-total            | Sous-total             | Sous-total            | 10          | 1           | -                     | -                     | 0          | 0          | -                              | -                              | -                              | 2        | 0        | 12    | 1     |
| 2020-2021             | Cagliari Calcio (prêt) | Serie A               | 23          | 2           | 3                     | 2                     | -          | -          | -                              | -                              | -                              | -        | -        | 26    | 4     |
| Sous-total            | Sous-total             | Sous-total            | 23          | 2           | 3                     | 2                     | 0          | 0          | -                              | -                              | -                              | -        | -        | 26    | 4     |
| Total sur la carrière | Total sur la carrière  | Total sur la carrière | 107         | 7           | 11                    | 2                     | 1          | 0          | -                              | 12                             | 2                              | 2        | 0        | 133   | 11    |

## Palmarès
Avec la Fiorentina, Sottil est finaliste de la Coupe d'Italie en 2023.